# John Carr

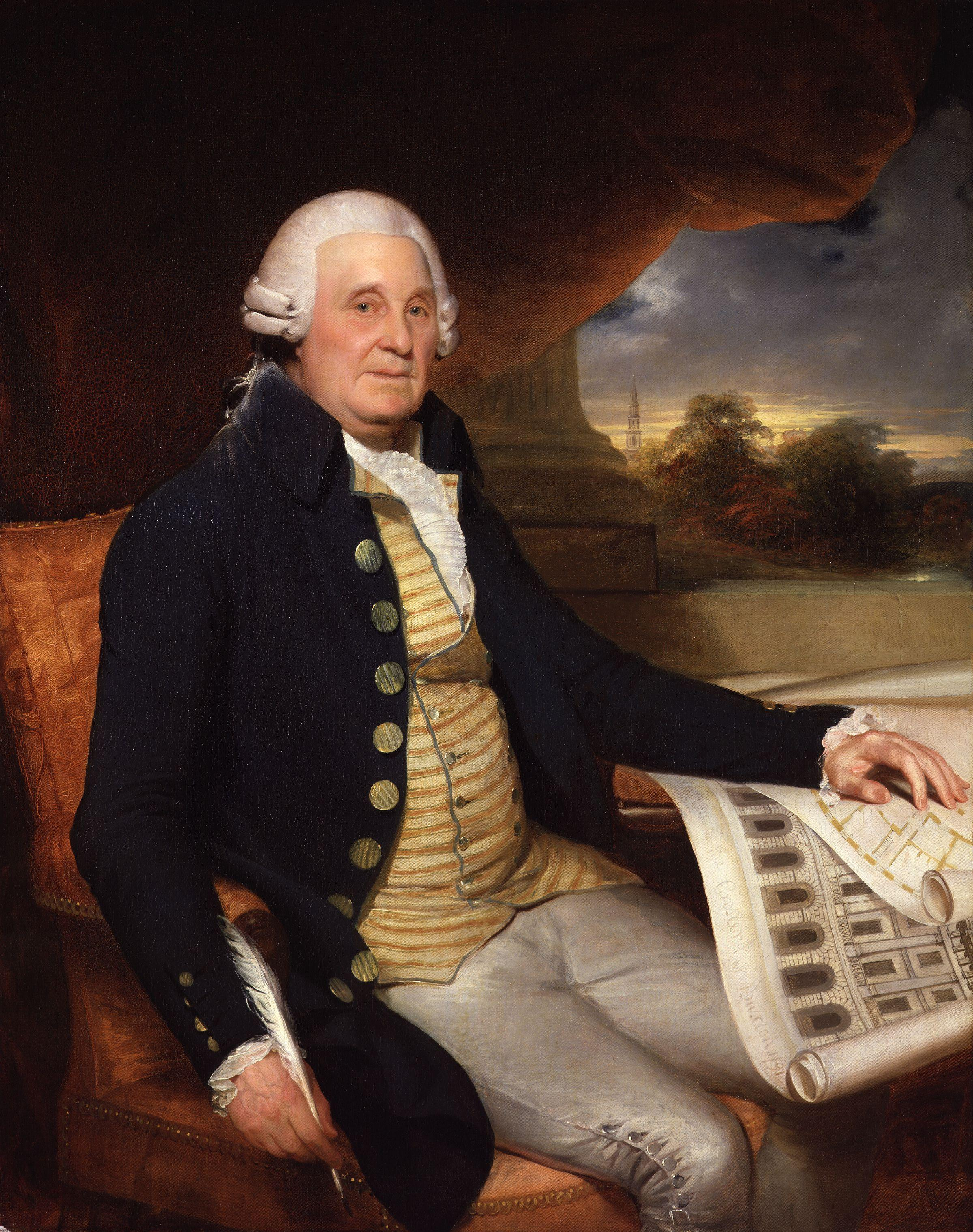
Retrato de John Carr de William Beechey, 1791

John Carr (1723-1807) foi um arquiteto neoclássico inglês.
Nascido em Horbury, perto de Wakefield, na Inglaterra, John Carr era o mais velho de nove filhos de um pedreiro, com quem chegou a trabalhar. Iniciou a sua carreia em 1748 e continuou a trabalhar até pouco antes da sua morte.
John Carr preferiu ficar no condado de Yorkshire em vez de ir para Londres porque entendeu que haveria encomendas suficientes para o sustentar. Ao longo da sua vida, fez centenas de obras pequenas. No entanto, a sua obra mais importante foi fora do seu condado e do seu país: foi o Hospital de Santo António, na cidade do Porto, em Portugal.
Construído em terrenos vagos, na época, nos arrabaldes da cidade, o Hospital de Santo António é o mais palladiano dos edifícios portugueses. Desenvolve-se em vários andares, de modo sóbrio, simples e simétrico, mas com volumes bem definidos animando a superfície. Possui arcada e aparelho no piso térreo, formando um embasamento. Corpo central com colunas, simulando um templo clássico, ladeado por vários corpos que avançam e recuam até aos torreões nas esquinas. O primeiro piso é recuado, possuindo varanda e balaustrada, lateralmente ao corpo central, com várias portas coroadas por frontões triangulares e curvos. A decoração é muito resumida, limitando-se a algumas (poucas) esculturas, urnas e elementos arquitetónicos clássicos. Encontra-se próximo da antiga Cadeia da Relação.